# Deggenhauser Aach
Die Deggenhauser Aach ist der größte Nebenfluss der Linzer Aach und mündet von links unterhalb des Gemeindeteils Buggensegel von Salem im Linzgau im baden-württembergischen Bodenseekreis in deren vergleichsweise gefällearmen Unterlauf; dieser mündet bei Unteruhldingen in den Bodensee.

## Geographie

### Verlauf
Die Deggenhauser Aach entsteht unter dem Namen Muttergottesgraben 300 m östlich des Ortsrandes von Heiligenberg im Bodenseekreis und entwässert den östlichen Heiligenberg, den westlichen Höchsten und den nördlichen Gehrenberg. Sie durchfließt in dreimal scharf abknickendem Lauf insgesamt etwa südwärts die Gemeinden Heiligenberg, Deggenhausertal im am stärksten eingetieften Abschnitt Deggenhauser Tal und zuletzt Salem. Südöstlich von Salem mündet sie in die hier den Namen Salemer Ach tragende Linzer Aach, die danach Seefelder Aach genannt wird.

### Zuflüsse
(Anführung aller Zuflüsse der Deggenhauser Aach vom Ursprung bis zur Mündung, soweit sie im Daten- und Kartendienst der Landesanstalt für Umwelt Baden-Württemberg (LUBW) namentlich genannt werden. Mit Namen, orographische Lage, Längen in Kilometern (km), Einzugsgebieten in Quadratkilometern (km²), mittleren Abflüssen (MQ) in Litern pro Sekunde (l/s), Koordinaten , Mündungsorten und Mündungshöhen in Normalhöhennull (m ü. NHN))
Muttergottesgraben (rechter Quellbach, Hauptstrang), 3,6 km
- Röhrenbach (links), 1,3 km,  westlich von Heiligenberg-Wintersulgen, 726 m ü. NHN
- Tobel  (linker Quellbach, Nebenstrang), 1,9 km,  östlich von Heiligenberg-Bühlen, 700 m ü. NHN

Deggenhauser Aach
- Mönchhaldenbach I (rechts), 0,6 km,  nordwestlich von Heiligenberg-Unterboshasel, 612 m ü. NHN
- Mönchhaldenbach II (rechts), 0,3 km,  nordwestlich von Unterboshasel, 611 m ü. NHN
- Mönchhaldenbach III (rechts), 0,5 km,  westlich von Unterboshasel, 610 m ü. NHN
- Lochmühlenbach (rechts), 2,3 km, 2,83 km², 36 l/s,  ostnordöstlich von Heiligenberg-Ellenfurter Tobel, 603 m ü. NHN
- Rappenfelsengraben (links), 1,3 km
- Lichtenegger Graben (links), 1,2 km
- Flechsenbach (rechts), 0,5 km
- Hubbach (links), 1,6 km, 0,53 km², 8 l/s
- Eisbrunnenbach (rechts), 1,6 km[A 3]
- Fränkenbächle (rechts), 1,0 km
- Hammelbach (links), 1,9 km
- Schwärzenbach (links), 1,1 km
- Weiherbach (rechts), 0,9 km
- Steinenbach (links), 2,7 km, 2,21 km², 34 l/s
- Rosentalbach (links), 1,6 km
- Heidenbächle (rechts), 1,1 km
- Sedelbach (links), 2,0 km, 1,17 km², 16 l/s
- Falkenhaldenbach (links), 2,0 km
- Riedbach (links), 1,5 km
- Frickenbach (rechts), 1,5 km
- Bittebach (links), 5,9 km, 7,47 km², 96 l/s
- Lippersbach (rechts), 1,3 km
- Dürrenbach (links), 4,5 km, 3,26 km², 39 l/s
- Baienbach (rechts), 0,3 km
- Gehretslaubenbach (rechts), 2,3 km
- Neckenbach (links), 4,5 km
- Häselbach (rechts), 1,6 km
- Engebach (links), 0,9 km
- Birkentobelbach (links), 1,7 km
- Hillenfurtbach (rechts), 5,9 km, 7,50 km², 103 l/s
- Altenbeurer Bach (rechts), 1,6 km

Einzelnachweise und Anmerkungen
1. 1 2  Daten- und Kartendienst der Landesanstalt für Umwelt Baden-Württemberg (LUBW) (Hinweise)
2. ↑  Abfluss-BW – ein Daten- und Kartendienst der Landesanstalt für Umwelt Baden-Württemberg (Hinweise)
3. ↑  Eigenmessung auf dem Daten- und Kartendienst der LUBW

### Orte an der Deggenhauser Aach
- Heiligenberg
- Echbeck
- Oberboshasel
- Deggenhausen
- Obersiggingen
- Wittenhofen
- Untersiggingen
- Neufrach

## Wirtschaft
Mühlen und Sägewerke
Die Ufer der Deggenhauser Aach wurden einst von vielen Mühlen gesäumt, von denen im 21. Jahrhundert noch folgende existieren:
- Pfisterer Mühle: intakte Mühle in Oberboshasel, Gemeindeteil Wintersulgen, Gemeinde Heiligenberg
- Lochmühle[5], vermutlich am Lochmühlenbach, Gemeindeteil Wintersulgen, Gemeinde Heiligenberg
- Hockenmühle: ehemalige Wassermühle, heute Privatbesitz, nicht mehr in Betrieb, Gemeindeteil Deggenhausen
- Birkenmühle: ehemalige Mühle, heute Campingplatz[6], Obersiggingen, Gemeindeteil Deggenhausen, Gemeinde Deggenhausertal
- Sägewerk Müllers: Obersiggingen, Gemeindeteil Deggenhausen, Gemeinde Deggenhausertal[7]
- Sägewerk Knisel: heute noch intaktes Sägewerk, wenn auch nicht mehr im Mühlbetrieb[8], Wittenhofen, Gemeinde Deggenhausertal
- Alte Mühle: Untersiggingen, Gemeinde Deggenhausertal
- Mennwanger Sägewerk: ehemalige Sägemühle, Mennwangen, Gemeindeteil Wittenhofen, Gemeinde Deggenhausertal